# 亚尔基农村居民点
亚尔基农村居民点（俄语：Ярковское сельское поселение）是俄罗斯联邦沃罗涅日州新霍皮奥尔斯克区所属的一个农村居民点。其下辖有2个居民点，行政中心为亚尔基。据2016年统计，该农村居民点的人口为1635人。